# Friderike Maria Zweig
Fri(e)derike Maria Zweig, de soltera Burger (Viena, 4 de diciembre de 1882-Stamford, Connecticut, Estados Unidos, 18 de enero de 1971), fue la primera esposa de Stefan Zweig y trabajó como escritora, periodista, profesora y traductora.

## Biografía
Friderike Burger era hija de Emanuel Burger (1844–1902) y Theresia Elisabeth Burger (de soltera Feigl, 1844–1923). Se casó en primeras nupcias con el funcionario de Hacienda Dr. Felix Edler von Winternitz (1877–1950), de quien se divorció en 1914. El matrimonio tuvo dos hijas, Alexia Elisabeth (Alix) Winternitz (1907–1986) y Susanna Benediktine (Suse) Winternitz (1910–1998). Publicó varias novelas con el seudónimo Friderike Winternitz. En 1920 se casó con el escritor Stefan Zweig (1881–1942), a quien ya conocía desde 1912. Más adelante escribiría varias obras sobre su vida.
Tras divorciarse de Stefan Zweig (1938) emigró a Francia y en 1941 a EE. UU., donde en 1943 fundó el "Writers Service Center", con el objetivo de ayudar a los refugiados. En 1954 fundó la "American-European-Friendship-Association". También fue presidenta honoraria de la "Internationale Stefan-Zweig-Gesellschaft".

## Obras
- Louis Pasteur. Wild des Lebens und des Werkes, Bern: Alfred Scherz Verlag, 1939 (firmada como F.M. Zweig-Winternitz)
- Stefan Zweig - Wie ich ihn erlebte (Stefan Zweig, tal como lo conocí). Berlín: F.A. Herbig Verlag, 1948.
- Stefan Zweig - Eine Bildbiographie (Stefan Zweig: biografía en imágenes). Múnich: Kindler Verlag, 1961.
- Spiegelungen des Lebens. Lebenserinnerungen (Reflejos de la vida. Recuerdos de mi vida). Frankfurt a.M.: S. Fischer TB-Verlag, 1985. ISBN 3-596-25639-9 (anterior edición: Deutsch-Verlag, Viena). Versiones en castellano: "Reflejos de una vida", Barcelona: Plaza & Janés, 1967, y  "Destellos de vida. Memorias". Barcelona: Papel de liar, 2009. ISBN 978-84-936679-2-4.